# 魚力 (長野県)
魚力（うおりき、英: UORIKI） は、長野県全域に出店していたスーパーマーケットチェーンである。
エンドーチェーンや紅丸商事（後のヨークベニマル）と共に「地方スーパーの御三家」とも呼ばれていた。

## 歴史・概要

### 倉石力之助の鮮魚・海産物商としての活動
1908年（明治40年）8月10日に倉石力之助が鮮魚商を創業したのが始まりである。
倉石力之助は、1913年（大正2年）10月18日に長野市石堂町72番地に小林弥三郎が無限責任社員として海産物や観物などの売買を目的として「合資会社 山二商店」を設立した際に出資金500円のうち150円を出資して有限責任社員として経営に参画した。
この当時、倉石力之助は長野市石堂町173番地で、海産物・観物類を扱っていた。
1936年（昭和11年）9月14日に長野市大字鶴賀権堂町2329番地に酒井唯男らが海産物委託販売を目的として「長野海産株式会社」を設立した際には取締役として経営に参画した。
そして、倉石力之助自身の店を、1937年（昭和12年）に長野駅前・中央通り商店街の一角の南石堂町の後の長野駅前店の場所に店舗を移転した。
1938年（昭和13年）12月19日に長野市大字鶴賀権堂町2383番地に仁科良雄らが海産物食料品の販売を目的として「株式会社 山正仁科商店」を設立した際には取締役として経営に参画した。

### 「株式会社魚力」の設立以降
1949年（昭和24年）9月3日に「株式会社魚力」を設立し、同年に卸売部を設置した。
1958年（昭和33年）に卸売部を移転し、南石堂町の店舗全体を小売店舗へ転換した。
1959年（昭和34年）4月15日に南石堂町の本店小売部（後の長野駅前店）をスーパーマーケットとして開店し、業態転換した。
1960年（昭和35年）に卸売部を新築・移転し、1961年（昭和36年）4月に本店小売部（後の長野駅前店）の新館が落成した。
1967年（昭和42年） 4月に長野市川中島に「配送センター」を開設した。
1970年（昭和45年）4月に商品開発部・コンピューター部・コントローラー部を新設し、同年5月に長野県と新潟県のスーパーマーケット11社とスーパーマーケットグループ「SCユニオン」を結成した。
1970年代初めには、食品の調達・販売力を強みとして、長野県全域に37店舗を展開し、年間売上高約120億円の国内有数の食品スーパーへ成長した。
三井物産のリースなどを活用して出店を進めたものの、急速な店舗展開により財務状態を悪化させてしまった。
その為、1971年（昭和46年）6月10日に西友と提携することになった。
これに伴って、同年10月16日に
西友が60%・魚力が40%出資して資本金1000万円で「株式会社西友ストアー長野」を設立した。
また、同年9月1日に「SCユニオン」の松本流通センターが稼働開始し、 長野県と新潟県のスーパーマーケット11社とスーパーマーケットグループ「SCユニオン」が本格的に事業を開始した。
その後、1972年（昭和47年）8月に当社は西友ストアーの資本参加を受け入れて、魚力本体もその傘下に入った。
さらに、1973年（昭和48年）5月末に取引銀行の八十二銀行を伴って西友に当社の経営改善への協力を求める事態となり、同年6月27日に当社専務の倉石今朝男が「ユニオン」の会長を辞任して、同スーパーマーケットグループから退く形となった。
さらに、1975年（昭和50年）に西友ストアー本社の松村万寿衛常務が「西友ストアー長野」の代表取締役社長に就任。
倉石今朝男が代表取締役社長から非常勤取締役副社長に降格すると同時に西武中央水産社長を常勤で努めるために東京在勤となり、西友側が「西友ストアー長野」の経営を直接掌握するようになった。
そして、同年9月に23店舗と2物流センターを「西友ストアー長野」に譲渡して、スーパーマーケット事業から事実上撤退した。

## 年表
- 1908年（明治40年）8月10日 - 倉石力之助が鮮魚商を創業[9]。
- 1949年（昭和24年）
  - 9月3日 - 「株式会社魚力」を設立[1]。
  - 卸売部を設置[9][14]。
- 1958年（昭和33年） - 卸売部を移転し、南石堂町の店舗全体を小売店舗へ転換した[9]。
- 1959年（昭和34年）4月15日[15] - 本店小売部（後の長野駅前店）をスーパーマーケットとして開店[15]。
- 1960年（昭和35年） - 卸売部を新築・移転[9]。
- 1961年（昭和36年）4月 - 本店小売部（後の長野駅前店）の新館落成[9]。
- 1968年（昭和43年）4月 - 長野流通センターを開設[30]。
- 1969年（昭和44年）2月 - 魚力をモデルとした全国初のIE講座開催[31]。
- 1970年（昭和45年）
  - 4月 - 商品開発部・コンピューター部・コントローラー部を新設[17]。
  - 5月 - 長野県と新潟県のスーパーマーケット11社とスーパーマーケットグループ「SCユニオン」を結成[18]。
- 1971年（昭和46年）
  - 6月10日 - 西友と提携[22]。
  - 9月1日[5] - 「SCユニオン」の松本流通センターが稼働開始し[24]、 長野県と新潟県のスーパーマーケット11社とスーパーマーケットグループ「SCユニオン」が[5]本格的に事業を開始[24]。
  - 10月16日[23] - 西友が60%・魚力が40%出資して資本金1000万円で「株式会社西友ストアー長野」を設立[21]。
- 1972年（昭和47年）8月 - 西友ストアーの資本参加を受け入れ、魚力本体もその傘下に入る[25]。
- 1973年（昭和48年）6月27日 - 当社専務の倉石今朝男が「ユニオン」の会長を辞任[26]。
- 1975年（昭和50年）
  - 9月 - 23店舗と2物流センターを「西友ストアー長野」に譲渡して、スーパーマーケット事業から事実上撤退[29]。
  - 倉石今朝男が代表取締役社長から非常勤取締役副社長に降格し、西友ストアー本社の松村万寿衛常務が「西友ストアー長野」の代表取締役社長に就任[27]。

## 過去に存在した店舗

### 長野県

#### 長野市
- 本店小売部[9] → 長野駅前店（長野市南石堂町1423[32]、1959年（昭和34年）4月15日開店[15][33]）

鉄筋コンクリート造地下1階・地上4階建て。売場面積860m2 → 3,422m2
1961年（昭和36年）4月の新館落成後は地下1階と1階に加えて2階の一部が食品売り場で、2階の一部が日用品売り場となっており、3階が食堂で4階が事務所と調理室が配置された冷暖房完備の店舗だった。その後、1964年（昭和39年）時点では、鍵の字型の1階が食品売り場と日用雑貨売り場で、長方形の2階が衣料品売り場となっていた。
1972年（昭和47年）4月に2階に家庭用品売り場の「株式会社西友ストアー長野」の1号店「ホームマート」が開店した。
薬品部も設置していた。
- （初代）本店卸部（長野市[9]、1958年（昭和33年）開店[9]）

- （2代目）本店卸部（長野市南石堂町[9]、1960年（昭和35年）開店[9]）

鉄筋コンクリート造2階建て・延べ床面積800m2で、1階が食品売り場で2階が従業員食堂や従業員寮となっていた。
- 安茂里店（長野市安茂里1444[37]、1959年（昭和34年）4月15日開店[15]）

売場面積60m2 → 110m2
- 中御所店（長野市中御所1-682[38]、1961年（昭和36年）11月開店[38]）

売場面積140m2 → 231m2
- 篠ノ井店（長野市篠ノ井御幣川1263[32]、1962年（昭和37年）5月開店[32]）

売場面積m2 → 528m2
開業当初は、間口9間・奥行14間のワンフロア型の食品スーパーであった。
- 川中島店（長野市川中島町氷鉋532[40]、1964年（昭和39年）3月開店[40]）

売場面積228m2
- 七瀬店（長野市七瀬700-6[41]、1965年（昭和40年）5月開店[41]）

売場面積172m2
- 東和田店（長野市東和田802-1[32]、1967年（昭和42年）5月開店[32]）

売場面積429m2
薬品部も設置していた。
- 鶴賀店（長野市西鶴賀町1538[32]、1967年（昭和42年）12月開店[32]）

売場面積700m2
- 柳町店（須坂市三輪神境1107-1[41]、1968年（昭和43年）3月30日開店[43][44]）

売場面積700m2
グリーンスタンプと三井物産のリースを活用して出店した。
- 若里店（長野市若里船渡島1706-1[45]、1968年（昭和43年）3月開店[45]）

売場面積851m2
- 本郷店（長野市本郷三室前[4][46]、1969年（昭和44年）3月開店[45]）

売場面積250m2
- 城山店（長野市箱清水2230[47]、1970年（昭和45年）8月開店[47]）

売場面積462m2
- 伊勢宮店（長野市伊勢宮[48]、1971年（昭和46年）5月1日[48] - ?）

売場面積約400m2
東芝の高照度照明を生鮮食品売り場などに導入していた。
- 横山店（長野市横山町70[50]）

売場面積約165m2

#### 北信地区
- 更埴店（更埴市屋代2090[40]、1962年（昭和37年）12月開店[40]）

売場面積429m2
- 戸倉店（埴科郡戸倉町1770[32]、1966年（昭和41年）10月開店[32]）

売場面積528m2
- 須坂店（須坂市須坂宗石1309[32]、1968年（昭和43年）3月30日開店[44]）

売場面積495m2
グリーンスタンプと三井物産のリースを活用して出店した。
- 北須坂店（須坂市小河原字六月道35101-1[51]、1969年（昭和44年）8月開店[51]）

売場面積250m2 → 330m2
- 旭ヶ丘店（須坂市大字小河原字六月道3510-1[53]）

売場面積約330m2
- 若里店（須坂市若里船渡島1706[41]、1968年（昭和43年）3月30日開店[43][44]）

売場面積851m2
開業時点では魚力チェーン・フランチャイズ加盟店としての開業であった。グリーンスタンプと三井物産のリースを活用して出店した。
- 中野店（中野市大字中野堂ノ裏1848[50]、1970年（昭和45年）12月開店[54][51]）

売場面積810m2
- 坂城店（埴科郡坂城町大字坂城字山王6756-1[55]、1971年（昭和46年）4月10日開店[56]）

売場面積約364m2
後に西友坂城店となった。1968年（昭和43年）5月1日には当店以外の地元の小売店が加入して「坂城町スタンプ会」が発足した。
- 小布施店（上高井郡小布施町986-3[58]、1970年（昭和45年）12月開店[58]）

売場面積390m2

#### 佐久地区
- 中込店（佐久市中込2017-1[59]、- 2003年（平成15年）2月期閉店[60]）

売場面積700m2

#### 松本地区
- 渚店（松本市渚1-1-9[32]、1962年（昭和37年）5月開店[32]）

売場面積528m2
- 中央店（松本市中央町3-17[32]、1967年（昭和42年）4月開店[32]）

売場面積858m2
- 城東店（松本市城東町2-7-25[40]、1967年（昭和42年）4月開店[40]）

売場面積600m2
- アサヒ店（松本市出川町野溝尻3079-3[61]、1969年（昭和44年）7月開店[61]）

売場面積759m2

#### 安曇野地区
- 豊科店（旧南安曇郡豊科町栗木沢西4687-2[62]、1970年（昭和45年）8月開店[62]）

売場面積845m2
- 明科店（東筑摩郡明科町3746[40]、1968年（昭和43年）5月開店[40]）

売場面積264m2
- 大町店（大町市大字大町神明原3142-1[40]、1968年（昭和43年）9月開店[40]）

売場面積700m2

#### 諏訪・塩尻地区
- 塩尻店（塩尻市大字大門字原640-3[40]、1968年（昭和43年）8月開店[40]）

売場面積792m2
- 岡谷店（岡谷市中央町1-10-12[63][64]、1964年（昭和39年）4月1日開店[63][65]）

売場面積400m2
岡宝跡に出店した。当店の出店により、本通り・新屋敷・中央通り1・2・4丁目の商店が大きな影響を受けたとされる。
- 銀座店（岡谷市郷田1-4-5[50]、1969年（昭和44年）11月開店[64]）

売場面積759m2
- 諏訪店（諏訪市、1970年（昭和45年）8月7日開店[67]）

- 上諏訪店（諏訪市上諏訪、1971年（昭和46年）8月開店[68]）

- 茅野店（茅野市、1971年（昭和46年）10月10日開店[69]）

## 過去に存在した事業所
- 本部（長野市南石堂町1423[4]）
- （初代）北信集配送センター（長野市稲里田牧上九反[4]）
- （2代目）北信集配送センター（長野市川中島町御厨1[1]、1968年（昭和43年）4月開設[30]）

延べ床面積約3,600m2。
- 南信集配送センター（松本市芳川野溝字五輪414-1[1][4]、1971年（昭和46年）9月1日開設[5]）

延べ床面積約3,000m2。
- 川中島工場（長野市稲里田牧上九反1[1]）
- 松本工場（松本市芳川野溝字五輪414-1[1]）

## ユニオングループ
1971年（昭和46年）5月に当社が中核となって、長野県と新潟県のスーパーマーケット11社と結成したスーパーマーケットグループ。
グループの規模はスーパーマーケット13社・80店舗・総売上高約350億円という資料や、スーパーマーケット18社・80店舗・総売上高約358億円との資料がある。
下記が結成後の加入を含む加盟企業である。（当社を除く）
- 株式会社 仁科（長野市七瀬中町82[71]） - 4店舗[70] → 5店舗[71]
- 株式会社 泉万（上田市中央一番街[72]） - 5店舗[70]
- 有限会社 喜良屋商店（飯田市上溝3090[71]） - 5店舗[70][71]
- 丸千富士屋本店（佐久市） - 1店舗[70]
- 株式会社 あかぎや（松本市大手2-3-23[61]） - 3店舗[70]
- 株式会社 カネマン大黒屋商店（大町市大字大町4205[41]） - 3店舗[70]
- 株式会社 くろさき（長野市吉田町811[73]） - 3店舗[70]
- 株式会社 マルツネストアー（飯山市大字飯山本町[74]） - 4店舗[70]
- 株式会社 アカカンバンOKストア（小諸市中央[61]） - 1店舗[70]
- 株式会社 スーパーニシザワ（伊那市通町1-6[73]） - 3店舗[70]
- 株式会社 カネマン小島屋商店（木曾郡木曾福島町5066[41]） - 1店舗[70]
- 株式会社 青山フードセンター（新潟県高田市本町2-2-32[75]） - 2店舗[70]
- 株式会社 こたやストアー（新潟県新井市朝日町[76]） - 1店舗[70]